# Cynanchum diemii
Cynanchum diemii là một loài thực vật có hoa trong họ La bố ma. Loài này được T.Mey. mô tả khoa học đầu tiên năm 1950.